# Bürgermedaille der Stadt Stuttgart
Die Bürgermedaille der Stadt Stuttgart wird an Personen verliehen, die sich um Stuttgart besondere Verdienste erworben haben oder hervorragende Leistung vollbracht haben und in Stuttgart geboren wurden oder mit der Stadt in besonderer Weise verbunden sind.
Insgesamt sollen höchstens 30 lebende Personen die Bürgermedaille besitzen, wodurch sich die Bedeutung dieser Auszeichnung widerspiegeln soll. Die Vergabe der Medaille beschließt die Vollversammlung des Stuttgarter Gemeinderats in nichtöffentlicher Sitzung mit einer Mehrheit von zwei Dritteln der Stimmen aller Gemeinderatsmitglieder. Für den Erhalt der Auszeichnung ist der Besitz des Bürgerrechts der Stadt Stuttgart nicht erforderlich. Überreicht wird die Bürgermedaille zusammen mit einer vom Stuttgarter Oberbürgermeister unterzeichneten Urkunde.
Die Stiftung der Bürgermedaille wurde 1970 vom Gemeinderat der Stadt Stuttgart beschlossen. Als erster erhielt noch im gleichen Jahr Max Horkheimer die Bürgermedaille.

## Träger
- 1970 Max Horkheimer (1895–1973)
- 1972 Rudolf Gehring (1888–1980)
- 1972 Walter Erich Schäfer (1901–1981)
- 1975 Karl Münchinger (1915–1990)
- 1978 Anna Haag (1888–1982)
- 1978 Wolfgang Haußmann (1903–1989)
- 1979 Joachim Zahn (1914–2002)
- 1979 Willi Bleicher (1907–1981)
- 1979 Erwin Häussler (1909–1981)
- 1979 Georg von Holtzbrinck (1909–1983)
- 1979 Manfred Henninger (1894–1986)
- 1981 Josef Eberle (1901–1986)
- 1982 Hansmartin Decker-Hauff (1917–1992)
- 1983 Albrecht Goes (1908–2000)
- 1984 Hermann Reutter (1900–1985)
- 1985 Paul Wanner (1895–1990)
- 1986 Ernst Klett der Jüngere (1911–1998)
- 1987 Werner Breitschwerdt (1927–2021)
- 1989 Ferdinand Porsche (1909–1998)
- 1991 Rolf Gutbrod (1910–1999)
- 1991 Fritz Leonhardt (1909–1999)
- 1991 Oscar Heiler (1906–1995)
- 1991 Marcia Haydée (* 1937)
- 1995 Konrad Knöpfel († 2010)
- 1997 Hans George Hirsch (* 1916)
- 1998 Otto H. Hajek (1927–2005)
- 2001 Helmuth Rilling (* 1933)
- 2002 Wendelin Wiedeking (* 1952)
- 2005 Wolfgang Dauner (1935–2020)
- 2006 Berthold Leibinger (1930–2018)
- 2008 Rudolf Häussler (* 1928)
- 2012 Gerhard Lang (1931–2024)
- 2017 Joel Berger (* 1937)
- 2019 Ben Willikens (* 1939)
- 2019 Gisela Scharr
- 2021 Fritz Kuhn (* 1955)